# Свети Никола (Дупница)
„Свети Николай Чудотворец“ е българска православна църква в град Дупница.

## История
Строежът на църквата завършва в 1609 година от Георги Йеромонах, разрушена е от османците и повторно е построена от него през 1623 година. Новата сграда е строена най-късно през 1843 година, като частично е унищожена при пожар и отново през 1852 година. През 1929 година е извършено последното преизграждане на храма, когато на западната фасада е издигната камбанарията. Изградена е от речен камък, пясъчник и тухли, като представлява четириъгълна сграда с размери 9х26 m. На входа с тухли във фриза е иззидан надпис „прошири се и продължи се в 1844 лето“. Църквата е недействаща от 1980-те. 
През 2005 година е реставрирана фасадата на църквата и облагородено пространството около нея, като финансирането е осигурено по програма "Красива България". Започната е и реставрация на стенописите, но тя не е завършена. През 2021 година е дадено начало на възстановяването на статута на църквата като действаща. На 20 април 2023 година храмът е отново отворен за посещение от миряни.

## Галерия
- Абсидата на църквата
- Стенопис от купола на черквата
- Надгробен камък в църквата
- Надгробен камък в църквата